# Изенгард
Изенгард је измишљени град из дела Џ. Р. Р. Толкина.

### Почетак
Изенгард је древни град који су изградили Нуменорејци у данима своје моћи.
У средишту града налази се дивовска кула Ортанк, исклесана од несаломивог камена. Сам град се налази у подножју Маглених планина, најдужег венца планина у Средњој земљи.

### Рана историја
Ортанк, такозвани зуб Изенгарда, је кула тако стара и висока да је досезала време када су се Нуменорејци први пут појавили.
Њена конструкција је сложена и неуништива. Потребна је страховита сила да се оштети само један њен камени блок, јер је Нуменорејци саградише да би им користила као кула оматрачница, али и у ратне сврхе.
У њој су људи Нуменора сакрили један од седам светих каменова, Палантира.
Након пада Нуменора Ортанк се испразнио и остао напуштен годинама, све док чувар престола Гондора, Берен, није дао кључеве Изенгарда Истару Саруману.

### Под влашћу Сарумана
Око 3.000. године Трећег доба, Истар Саруман је употребио Палантир сакривен у срцу Изенгарда, Ортанку.
Користећи Палантир, Саруман (право име му је Курумо, вилењаци га зову Курунир, а људи Севера Саруман) је могао да види шта год је желео. Тако је ступио у савез са Сауроном.
Због тога створио је опаку војску Јурук Хаија. Затим је послао 10.000 ових ратника на Хелмову клисуру да би уништили људе Рохана. Војска Јурука је поражена, а Саруман остао под опсадом ента.

### Празан град
Након Сарумановог бега из Ортанка, Изенгард остаде потпуно празан.
Ни годинама касније нико није хтео да уђе у Изенгард, јер су људи сматрали да је уклет. Након напада ента град је био потпуно демолисан.
Ипак, енти никада нису успели да уђу у Ортанк,који је заувек остао празан.

### Структура
Изенгард чине три дела: 
1. заштитни бедеми
2. ливаде и пашњаци
3. кула Ортанк

### Бедеми
Бедеми Изенгарда су широки и високи, изграђени од гранита.
Једини улаз чини добро чувана капија, украшена сребром и магијским симболима.
Отпорна је на све врсте оружја и пројектила, што пружа сигурност овом малом граду.

### Ливаде и пашњаци
Ливаде и пашњаци представљају најобичнији део града.
Њу чине просторије за добављање и узгајивање хране, просторије за едукацију, ковачнице,фарме и остале важније установе.
Поред тога их чине и пространства зелених ливада и пашњаци препуни егзотичних животиња.

### Ортанк
Централни део Изенгарда чини магијска кула Ортанк,висока и древна.
Годинама су Нуменорејци посматрали и проучавали звезде са њеног оштрог врха, па су зато и добили име "Народ звезда".